# Aciphylla
Aciphylla J.R. Forster & G. Forster, 1776 è un genere di piante della famiglia Apiaceae.
Alcune specie sono note con il nome di Spaniard grass (erba spagnola).

## Descrizione
Le piante di questo genere crescono solitamente come alte spighe attorniate da rosette di foglie dure ed appuntite.

## Distribuzione e habitat
Il genere è endemico di Nuova Zelanda ed Australia.

## Tassonomia
Il genere Aciphylla comprende le seguenti specie:
- Aciphylla anomala Allan
- Aciphylla aurea W.R.B.Oliv.
- Aciphylla cartilaginea Petrie
- Aciphylla colensoi Hook.f.
- Aciphylla congesta Cheeseman
- Aciphylla crenulata J.B.Armstr.
- Aciphylla crosby-smithii Petrie
- Aciphylla cuthbertiana Petrie
- Aciphylla dieffenbachii (F.Muell.) Kirk
- Aciphylla dissecta (Kirk) W.R.B.Oliv.
- Aciphylla divisa Cheeseman
- Aciphylla dobsonii Hook.f.
- Aciphylla ferox W.R.B.Oliv.
- Aciphylla flexuosa W.R.B.Oliv.
- Aciphylla glacialis (F.Muell.) Benth.
- Aciphylla glaucescens W.R.B.Oliv.
- Aciphylla hectorii Buchanan
- Aciphylla hookeri Kirk
- Aciphylla horrida W.R.B.Oliv.
- Aciphylla indurata Cheeseman
- Aciphylla inermis W.R.B.Oliv.
- Aciphylla kirkii Buchanan
- Aciphylla latibracteata W.R.B.Oliv.
- Aciphylla lecomtei J.W.Dawson
- Aciphylla leighii Allan
- Aciphylla lyallii Hook.f.
- Aciphylla monroi Hook.f.
- Aciphylla montana J.B.Armstr.
- Aciphylla multisecta Cheeseman
- Aciphylla pinnatifida Petrie
- Aciphylla polita (Kirk) Cheeseman
- Aciphylla poppelwelli Petrie
- Aciphylla scott-thomsonii Cockayne & Allan
- Aciphylla similis Cheeseman
- Aciphylla simplex Petrie
- Aciphylla simplicifolia (F.Muell.) Benth.
- Aciphylla spedenii Cheeseman
- Aciphylla squarrosa J.R.Forst. & G.Forst.
- Aciphylla stannensis J.W.Dawson
- Aciphylla subflabellata W.R.B.Oliv.
- Aciphylla takahea W.R.B.Oliv.
- Aciphylla traillii Kirk
- Aciphylla traversii (F.Muell.) Hook.f.
- Aciphylla trifoliolata Petrie
- Aciphylla verticillata W.R.B.Oliv.